# Гуго I де Бо (граф д’Авеллино)
Гуго I де Бо (фр. Hugues I des Baux, ум. 1351, Гаэта), также называемый Угонетто — граф д’Авеллино и сеньор де Бо с 1321.
Сын Раймонда I де Бо, графа д’Авеллино, и Стефанетты де Бо де Пюирикар.
Юность провел в Провансе. Некоторое время находился под опекой матери. Отправившись в 1324 в Италию, оставил своим представителем кузена Гильома де Бо, сеньора де Пюирикар и Эгий (ум. 1334). В 1334 король Роберт назначил его сенешалем Прованса и Форкалькье. В 1343 королева Джованна I приказала ему организовать принесение оммажа её мужу Андрею Венгерскому как королю Сицилии знатью Прованса. В 1347 она назначила Гуго великим адмиралом королевства.
В 1348 королева бежала из Неаполя в Прованс с Людовиком Тарентским, после убийства своего первого мужа Андрея Венгерского. Её подозревали в желании передать Прованс иностранцу, и Гуго де Бо фактически держал Джованну с мужем под арестом в замке Экса. Вернувшись в Неаполь, королева лишила его полномочий актом от 17 апреля 1350, изданным в присутствии двух его кузенов: Франсуа де Бо, графа де Монтескальозо и Андрии, и Раймонда де Бо де Куртезона, графа де Солето, сенешаля королевства.
Гуго смирился, но вскоре то ли злоба, то ли традиционные амбиции его дома подвигли его на опасную авантюру. Когда Людовик Венгерский в 1350 отправился во второй раз в поход в Неаполь, Гуго посчитал, что обстоятельства позволяют ему захватить Прованс. Он занял 10 тыс. флоринов у папы Климента VI и спланировал не что иное, как женить своего сына Роберта на принцессе Марии Сицилийской, сестре королевы Джованны и вдове Карла II Дураццо, которого Людовик Венгерский во время своей первой экспедиции приказал обезглавить в Аверсе как убийцу своего брата.
Гуго прибыл из Марселя с эскадрой из десяти галер, с сыновьями Робертом и Раймондом, и, под предлогом защиты королевы и Людовика Тарентского от короля Венгрии, убедил их покинуть Неаполь и отправиться в Гаэту на одной из своих галер. Затем он вернулся в Неаполь, проник в Кастель Нуово, где жила в уединении принцесса Мария, силой выдал её в своем присутствии за Роберта, после чего повез обоих в Прованс. По пути у него, однако, возникла гибельная идея зайти в Гаэту; Людовик Тарентский его узнал и пригласил сойти на землю; получив отказ, сам поднялся к нему на борт и заколол Гуго кинжалом, схватил его сыновей и увез Марию к сестре.
Роберт был брошен в темницу в Кастель-дель-Ово. Через три года Мария его там нашла, упрекнула его за вероломство и, чтобы отомстить за оскорбление, которое он ей нанес, приказала его убить у себя на глазах.

## Семья
Жена: Жанна д’Апшье, дочь Гарена, сеньора д’Апшье
- Роберт де Бо (ум. 1353), граф д’Авеллино и сеньор де Бо с 1351
- Антуан де Бо (ум. 1374), сеньор д’Обань, прелат, в 1350 назначен прево мэра Марселя. Завещал свои владения племяннице Алисе де Бо.
- Раймонд II де Бо
- Франсуа де Бо, барон д’Обань (ум. 1390). Жена: Филиппина ди Вентимилья. В 1388 завещал свои владения племяннице Алисе де Бо.
- Фанетта. Муж (1355): Гиберто Терричи
- Стефанетта (ум. после 1360). Муж: Аймар, сеньор де Руссильон и д’Анноне